# Jean Bourgoint
Ne doit pas être confondu avec Jean Bourgoin.
Jean Bourgoint est un religieux catholique français né le 25 juin 1905 à Montmartre et mort à Garoua le 11 mars 1966. 
Jean Cocteau  s'est largement inspiré de la vie de la famille Bourgoint et en particulier de celle de Jean Bourgoint et de sa sœur, Jeanne Bourgoint pour écrire son roman Les Enfants terribles publié en 1929 et adapté ensuite au cinéma par Jean-Pierre Melville. Leurs rôles ont été interprétés à l'écran, respectivement, par Édouard Dermit et Nicole Stéphane.
Jean Bourgoint a été pendant un temps l'intime de Jean Cocteau, de Jean Hugo et de Jacques Maritain. Devenu trappiste et frère convers sous le nom de « frère Pascal », il est parti soigner les lépreux au Cameroun.
Aujourd'hui, Jean Bourgoint est surtout connu pour avoir été avec sa sœur le « héros malgré lui » du roman de Jean Cocteau Les Enfants terribles, sous le nom de Paul, et l'« Enfant terrible » est d'ailleurs le surnom qui lui est resté. Sa sœur, Jeanne (Élisabeth dans l'œuvre de Cocteau), était mannequin. Comme dans le roman, elle s'est suicidée alors qu'elle n'avait qu'une vingtaine d'années.
Jean Bourgoint a aussi connu la notoriété pour avoir été une espèce de père Charles de Foucauld à sa manière, quittant la France pour aller comme son aîné en Afrique, plus exactement à Mokolo, au Cameroun, pour soigner les lépreux. Il fut emporté par un cancer le 11 mars 1966 et enterré dans ce pays qu'il voulait faire sien.

## Biographie
Jean Bourgoint naît en 1905, rue Rodier, dans le 9e arrondissement de Paris, après les jumeaux Jeanne et Maxime.
À partir de 1922, il mène une vie oisive et fréquente beaucoup Le bœuf sur le toit.
En 1925, il rencontre Jacques Maritain et Jean Cocteau. Ce dernier communie avec Jean Bourgoint et Maurice Sachs à ses côtés. Jean Bourgoint et sa sœur Jeanne découvrent l'opium. Il reçoit le baptême à Meudon dans la chapelle privée des Maritain. En octobre, il fait un séjour à l'abbaye de Solesmes.
En 1929, sa sœur Jeanne se suicide, ce dont il ne se remettra jamais vraiment. Jean Cocteau publie son roman Les Enfants terribles la même année.
Entre 1930 et 1936, il rencontre Jean Hugo, qui l'héberge ensuite au mas de Fourques dans le Gard à côté de Lunel, où il reviendra plusieurs fois, fait un séjour à la Trappe d'Aiguebelle dans la Drôme puis il retourne à Fourques où séjournent Jean Cocteau et Marcel Khill.
En 1946, il rencontre le père Alex-Ceslas Rzewuski, qui le guide vers les dominicains de Saint-Maximin. S'ensuit un long séjour et sa rencontre avec Georges Lauris.
Le 24 décembre 1947, il entre chez les cisterciens de l'abbaye de Cîteaux, où il devient « frère Pascal ».
Dans les années 1960 meurent Raïssa Maritain (1960) et Jean Cocteau (1963), ses amis. Une grave crise de doute sur sa vocation va l'amener à quitter Cîteaux.
Le 9 août 1964, Jean Bourgoint s'établit au Cameroun à la léproserie de Mokolo.
Le 11 mars 1966, il meurt d'un cancer à Garoua au Cameroun où il est enterré selon son souhait.

## De Paris à la Trappe
Jean Bourgoint fit partie de ce mouvement qu'on appela le néothomisme et fut un intime de ses principaux membres : Jacques Maritain, Raïssa Maritain, Jean Cocteau, Léon Bloy, Jean Hugo et d'autres comme Ernest Psichari, Georges Rouault ou Charles Péguy. Il est le petit dernier dans le groupe, celui qu'on a surnommé « l'enfant terrible ».

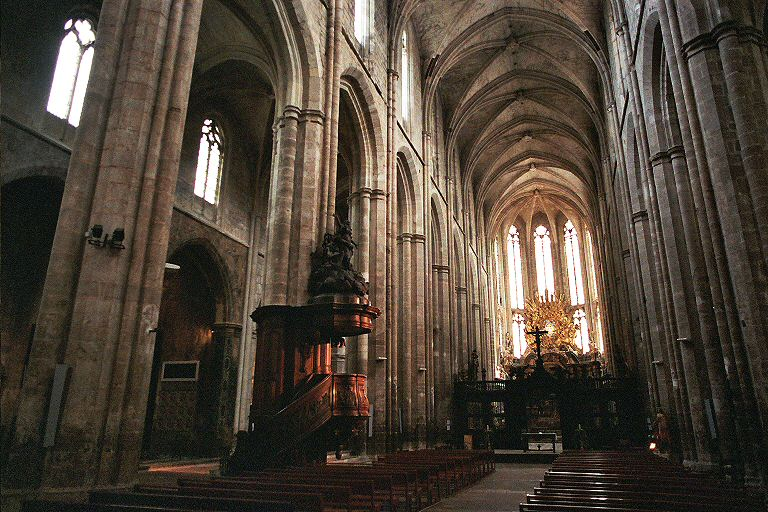
Intérieur de la basilique Sainte-Marie-Madeleine de Saint-Maximin-la-Sainte-Baume.

Lors d'un séjour à la Trappe d'Aiguebelle dans la Drôme, il est logé dans une cellule placée sous le patronage de saint Albéric. Ceci lui rappelle un récent ouvrage qu'il vient de lire : le père de Foucauld, entré à la Trappe ardéchoise de Notre-Dame-des-Neiges, avait justement pris le nom de frère Albéric. Coïncidence qui frappe l'esprit de Jean Bourgoint. « On peut établir un parallélisme entre ces deux contemplatifs au destin tourmenté : l'un et l'autre passionnés de pauvreté absolue, l'un et l'autre moines trappistes, tous deux errant et finissant chacun dans son désert, dans le même continent africain. »
Jean Bourgoint effectue une retraite spirituelle chez les dominicains du Couvent royal de Saint-Maximin-la-Sainte-Baume en Provence en février 1947. Il y rencontre Georges Lauris. Il y trouve « un merveilleux équilibre » écrira-t-il, qu'il avait déjà rencontré dans le livre de Simone Weil intitulé La Pesanteur et la Grâce. Pour lui, « le bonheur personnel de Dieu commence dès ici-bas ».
Dans le silence, dans cette ambiance apaisante, il reprend goût à la vie, ses angoisses s'éloignent, il s'occupe d'un malade grabataire. Pour le futur frère Pascal, « l'humilité c'est la vérité ». Il se sent en effet plein d'humilité, très proche à cette époque de Thérèse de Lisieux. Dans ses lectures, dans ses discussions théologiques, il renoue avec Jacques Maritain et la pensée thomiste, acceptant de considérer tout le temps qu'il estime avoir perdu jusqu'à son arrivée au monastère comme un temps retrouvé, qui lui a été nécessaire, passage obligatoire de son itinéraire. Cette dichotomie et les conséquences qu'il en tire lui donnent un certain apaisement mais il faudra attendre Cîteaux pour que ses fantômes disparaissent.
« J'avais envie », écrit-il, « de crier à tout le monde : j'ai retrouvé le temps perdu. »
Il reste environ dix mois dans ce couvent de Saint-Maximin-la-Sainte-Baume d'où il partira chez les cisterciens de Cîteaux dite « La Trappe ».

## De Cîteaux à Mokolo

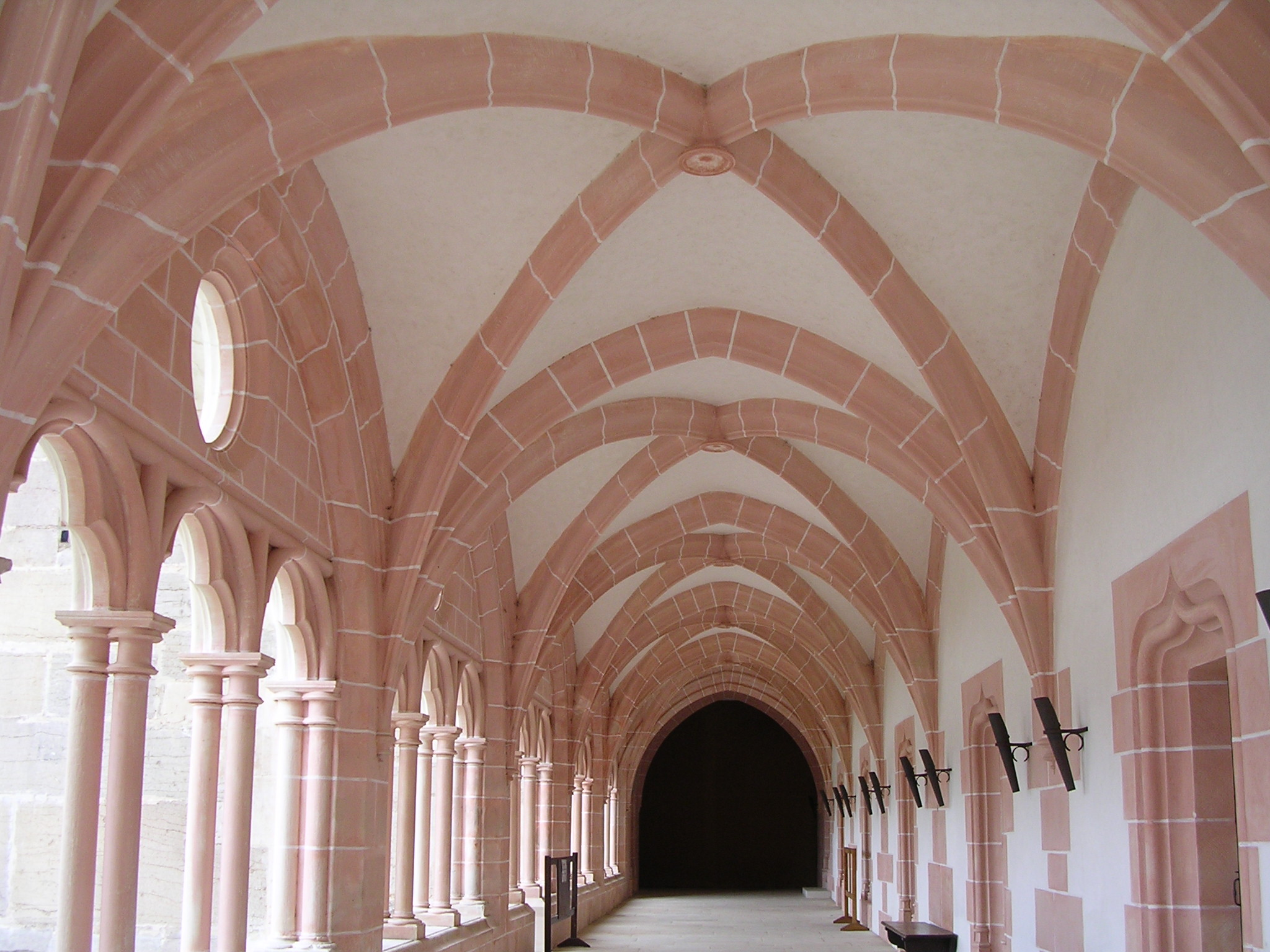
L'abbaye de Cîteaux.

Le 24 décembre 1947, date symbolique, la vie de Jean Bourgoint s'ouvre sur un nouvel univers : il entre à l'abbaye de Cîteaux en Bourgogne dans la Côte-d'Or.
Son choix est délibéré, il préfère le renoncement, le retour aux sources, il dira du monastère de Cîteaux que c'est « l'auberge de la meilleure part » et le nommera aussi d'une façon plus ironique le « kolkhoze cistercien ». « J'ai su à n'en pas douter que c'est à la Sainte Vierge qui m'a conduit invisiblement… jusqu'à Cîteaux pour m'y recevoir et que j'y renaisse le jour de Noël ». Là-bas, on l'appellera le « doigt de dieu ».
Il aura une grande influence sur Jacques Maritain dans sa défense de la pauvreté, l'évangélisme, ce dénuement créateur qui doit « sublimer l'imaginaire ».
À travers Les Confessions de saint Augustin, il retrouve la dialectique entre temps perdu et temps retrouvé qu'il évoquera longuement dans ses lettres.
De cette soif d'absolu, de cette communion, Thomas d'Aquin parle d'acte de re-naissance, formule qui s'applique parfaitement à Jean Bourgoint, désormais frère Pascal. C'est en 1950 qu'il termine sa probation, accompagné de Jean Hugo et de son parrain Jacques Maritain qui l'a constamment aidé dans sa recherche de paix.
Lui, cet être si fragile tombé dans la drogue et la dépression, vit ici une rupture dans la sérénité et une patience absolue.
Cette sérénité se retrouve tout au long de sa correspondance. Il n'en demeure pas moins préoccupé par l'extérieur, par le sort de ses frères les déshérités, partout dans le monde.
Mais il va connaître une grave crise spirituelle, remettant en cause son engagement, cherchant un autre sens à sa vie. Début juillet 1964, il quitte Cîteaux et revoit ses amis avant son départ pour le Cameroun, amis qui le trouvent fort déprimé et inquiet pour son avenir. Lui-même est conscient de sa situation comme sa correspondance nous l'indique.
Il arrive à Douala pour se rendre à l'abbaye cistercienne de Grand Selves dans le sud du pays où il éprouve beaucoup de mal à s'adapter. Une nouvelle fois, il repart.
On comprend mieux son engagement pour les lépreux à travers ces deux citations : il veut « s'enquérir d'une léproserie où l'on admet les lépreux de ma sorte » car, écrit-il encore en faisant allusion à François Mauriac, « je garde toujours au fond du cœur la nostalgie du Baiser au lépreux. »
Il se rend à Mokolo dans le nord du pays, plein d'allégresse et Jean Hugo est tout heureux de constater que son ami a retrouvé « cette paix qui surpasse toute intelligence. » Là-bas, il est vraiment dans son élément, il abandonne même définitivement l'écriture, malgré les encouragements qu'il avait reçus de Jean Cocteau.
« L'étoile de Cîteaux » comme il disait, brillait de nouveau.
« Le prodigue s'éloigne de Cîteaux », écrit Georges Lauris, « réclame pour héritage sa poignée de lépreux. Ne fallait-il pas ce “baiser au lépreux” qui jadis, engendra le saint d'Assise ? »

## Publications
- Jean Bourgoint, Le Retour de l'enfant terrible : Lettres 1923-1966, écrit avec Jean Hugo et Jean Mouton, Desclée de Brouwer,  (ISBN 2-220-02010-X).

## Pour approfondir

#### Ouvrages connexes
- Luc Adrian, Foi dite en passant, carnet de route d'un pèlerin ordinaire, 238 pages.
- Charles Blanchet, Maritain en toute liberté, éditions du Cerf, avril 1997.
- Jean Guitton, Mon testament philosophique, Éditions Presses de la Renaissance, 276 pages4.
- Charles Journet et Jacques Maritain, Correspondance.
- Frère Marcel Lebeau, Chronologie de l’Histoire de Abbaye de Cîteaux, CRDP de Bourgogne, 1997.
- Raïssa Maritain, Les Grandes Amitiés, coll. « Livre de vie », Desclée de Brouwer, 1949.